# Seznam zápasů irské fotbalové reprezentace na Mistrovství Evropy
Irská fotbalová reprezentace byla celkem 3x na mistrovstvích Evropy ve fotbale a to v letech 1988, 2012, 2016.
- Aktualizace po ME 2016 - Počet utkání - 10 - Vítězství - 2x - Remízy - 2x - Prohry - 6x

| Číslo | Soupeř        | Výsledek | ME      | Fáze turnaje       | Góly Irska             |
| ----- | ------------- | -------- | ------- | ------------------ | ---------------------- |
| 1.    | Anglie        | 1 – 0    | ME 1988 | základní skupina B | Ray Houghton           |
| 2.    | Sovětský svaz | 1 – 1    | ME 1988 | základní skupina B | Ronnie Whelan          |
| 3.    | Nizozemsko    | 0 – 1    | ME 1988 | základní skupina B | Ne                     |
| 4.    | Chorvatsko    | 1 – 3    | ME 2012 | základní skupina C | Sean St Ledger         |
| 5.    | Španělsko     | 0 – 4    | ME 2012 | základní skupina C | Ne                     |
| 6.    | Itálie        | 0 – 2    | ME 2012 | základní skupina C | Ne                     |
| 7.    | Švédsko       | 1 – 1    | ME 2016 | základní skupina E | Wes Hoolahan           |
| 8.    | Belgie        | 0 – 3    | ME 2016 | základní skupina E | Ne                     |
| 9.    | Itálie        | 1 – 0    | ME 2016 | základní skupina E | Robbie Brady           |
| 10.   | Francie       | 1 – 2    | ME 2016 | osmifinále         | Robbie Brady (penalta) |